# Aansluiting Amsterdam-Geuzenveld
De Aansluiting Amsterdam-Geuzenveld is een verkeersknooppunt gelegen op brug 134P in Amsterdam Nieuw-West. Ze stond vroeger bekend als afslag S105.
Het verkeersknooppunt in de vorm van een Haarlemmermeeraansluiting verwerkt de onderlinge verkeersstromen tussen de Rijksweg 10 (ook wel ringweg Amsterdam) en de Jan van Galenstraat (ook wel Stadsroute 105). De Jan van Galenstraat is de aan/afvoerweg van en naar Amsterdam Geuzenveld (richting stad uit) en De Baarsjes (richting stad in). De bouw vond plaats in 2 fases in de periode eind 1967 tot en met 1969, waarbij de Jan van Galenstraat hier omhoog werd gebracht, toen het gedeelte Ringweg West tussen het Bos en Lommerplein en Jan van Galenstraat werd geopend. Het knooppunt werd toen deels in gebruik genomen (alleen aan de noordkant). Het gehele stelsel kreeg haar opening in 1972, toen ook het gedeelte van de ringweg naar de Cornelis Lelylaan geopend werd.
Er werd besloten de rijksweg onder de Jan van Galenstraat door te laten kruizen. Dat bracht problemen met zich mee. Vanuit het noorden daalt de ringweg omdat ze net van de Erasmusgrachtbrug komt (een brug over de Erasmusgracht) en even later weer moet klimmen om via de Jan Evertsenbrug over de Jan Evertsenstraat te klimmen. Ze ligt als het ware in een dal (rijksweg) tussen omringende heuvels (Jan van Galenstraat).
Ten zuidwesten van het complex staat het OLVG West, het voormalige Sint Lucas Andreas Ziekenhuis. Ten noordwesten is rond 2011 de woonwijk Laan van Spartaan inclusief soortvelden aangelegd. Ten noordoosten ligt een relatief oude woonwijk, de Robert Scottbuurt met woninkjes van Johannes Martinus van Hardeveld. Ten zuidoosten staat een hoogbouwkantoor in 2018 in gebruik bij de gemeente Amsterdam en laagbouw van het Reumacentrum. In het complex is nog brug 466 verwerkt, een doorgaande weg in het verlengde van de James Rosskade voor voetgangers en fietsers onder de Jan van Galenstraat door. 
De brug kwam voor rekening van Rijkswaterstaat, die ook met ontwerp kwam. Amsterdam moest echter zelf bijdragen aan de inrichting van de omgeving; hetgeen destijds op 3,5 miljoen gulden werd geschat. Dat er gewerkt werd met gesplitste rekeningen is terug te vinden in de leuningen; de leuningen op de brug van de rondweg verschillen aanmerkelijk met de leuningen boven de gemeentebrug 466.

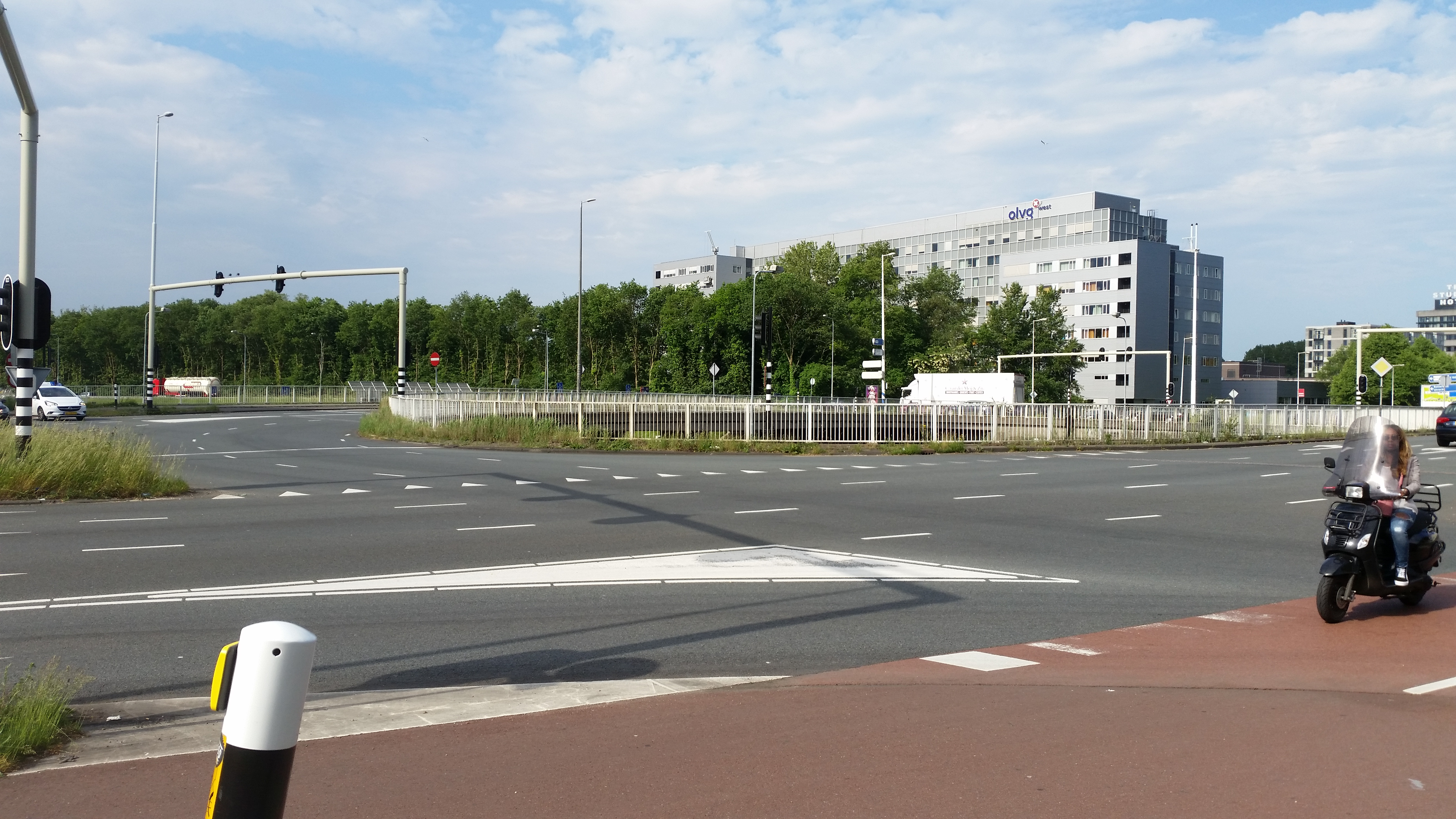
De aansluiting (mei 2018)